# Caledonisia bolana
Caledonisia bolana är en insektsart som först beskrevs av Ronald Gordon Fennah 1969.  Caledonisia bolana ingår i släktet Caledonisia och familjen Meenoplidae. Inga underarter finns listade i Catalogue of Life.